# 秦人
秦人，先秦人群，傳说是顓頊的后代，居住在今中國甘肃、陝西一帶，其建立的秦国是周朝封的諸侯国之一，君主為嬴姓。在秦國統一七國，建立秦朝後，「秦人」也一度成為漢族人的代稱之一。
“秦”本是今甘肃省天水市境内的古地名，源于“黍”字:59。

## 歷史
據《史記》記載，秦人為顓頊後裔，伯益是秦人始祖之一，在舜時建立贏姓部落。其祖費昌為商湯御者，在商帝太戊時，其祖中衍建立諸侯國，在商朝時，贏氏為重要諸侯國。在商代末期，其祖中潏率部族至西戎。在周穆王時，其祖造父，為周王室御者，是赵国與秦国君主的先祖。周孝王時，其祖非子受封于“秦（秦邑）”（在今甘肃省天水市境内），在西戎建立國家，為周王室附庸，号曰“秦嬴”。当代研究者指出“秦”这一地名，在非子受封前即有。“秦”字源于“黍”，是“黍”生产加工的最后一道工序。与天水市秦安县的大地湾文化相关，后演化为地名:58—59。周平王時，秦襄公成為諸候，正式建立秦國。
在周朝時受封成為諸侯國。在春秋戰國時，秦國因相對地處邊陲而一度被六國所看不起，加之後又因為崛起而對其餘六國有嚴重威脅，最後也不與各國諸侯會盟，于是六國将秦國與蠻夷等同。在戰國末年，秦國統一六國，建立秦朝。

## 影响
秦朝影响所及，令西域地區的國家，稱呼來自漢王朝的漢族人為秦人。如史記〈大宛列傳〉：「聞宛域中新得秦人，知穿井，而其內食尚多。」
南北朝時期，仍有人稱漢族人自稱「秦人」，如僧叡〈大智釋論序〉中，稱中國人為秦人。中國西北地區的人民，如陝西人，因居於秦國故地，也常被稱為秦人。

## 學術考證
對於秦國公室的來歷，有兩種說法，一派則主張秦人為西戎，另一派認為秦人來自東方，即今山东半岛:66。

### 西方說
蒙文通、呂振羽與王國維等學者，認為秦人曾被视為西戎之一，與翟戎、義渠等有姻親關係，可能與古羌人有关。

### 東來說
據《史記》記載，秦人原為夏人伯益後代，因故遷至陝西。清華簡《系年》的第三章记载，周初三監之亂平定後，蜚廉“東逃於商奄氏。成王伐商奄，殺蜚廉，西遷商奄之民於邾，以御奴之戎，是秦先人。”
據此說法，李學勤指出秦人和東方的奄國同姓，同主少皞，又蜚廉東逃於此，指出秦人最初起源於東方，和奄國同源。在西周初年因獲罪及曾“保西垂”，被謫戍西方。柳明瑞等多名學者也認同秦人起源於中國山東。